# Hezké vstávání
Hezké vstávání (orig. Morning Glory) je americký komediálně-dramatický film z roku 2010 režiséra Rogera Michella v hlavních rolích s Rachel McAdams, Harrisonem Fordem a Diane Keatonovou.

## Děj
Ctižádostivá producentka zpráv Becky Fullerová byla právě propuštěna z práce v pořadu Dobré ráno, New Jersey. Po odeslání mnoha životopisů do různých redakcí se jí ozvou z celostátní ranní show DayBreak, která má problémy, protože soupeří s ranní show na NBC Dnešek.
Becky je najata ředitelem stanice Jerrym Barnesem a hned první den propustí jednoho z moderátorů Paula McVee, což ostatní zaměstnanci DayBreaku přivítají. Becky ale teď potřebuje nového kolegu pro Colleen Peckovou a najde televizního novinářského veterána Mikea Pomeroye. Ten má smlouvu se stanicí IBS, kde se DayBreak vysílá, ale neobjevuje se na obrazovce. Mike Beckyinu nabídku neochotně přijme kvůli klauzuli ve smlouvě, že musí přijmout po půl roce, kdy nebyl na obrazovce, práci jinak přijde o svůj plat.
Becky začne chodit s Adamem Bennettem, dalším producentem na IBS. Mike chce dělat jen vážné zpravodajské příběhy a odmítá například na obrazovce vařit. Smlouva mu dovoluje odmítat úkoly, o kterých si myslí, že ho nejsou hodny.
Na obrazovce jde vidět napětí mezi Colleen a Mikem. Když začnou klesat ratingy pořadu, Becky se dozví, že pokud se ratingy nezlepší, show skončí. Becky se podaří zvýšit sledovanost pořadu, když přinutí reportéra Ernieho v přímém přenosu podstupovat adrenalinové sporty. Stejně tak Colleen je ochotna dělat v pořadu různé věci jako líbat žábu. To vše jen, aby se zvýšila sledovanost pořadu.
Adam nevidí způsob, jak by s Becky mohli chodit vzhledem k tomu, že je závislá na své práci. Mike Becky prozradí, že na tom byl kdysi stejně a skončil tak, že kromě práce nemá žádný život.
Během schůzky tvůrců pořadu Mike projeví ke všeobecnému překvapení ochotu vytvořit reportáž z festivalu o kyselém zelí. Becky se tam vydá s ním, ale Mike se místo toho vydá k letnímu sídlu guvernéra. Tam se Mike guvernéra zeptá na obvinění z vydírání a nakonec je guvernér v přímém přenosu DayBreaku zatčen policií, což zvýší rating pořadu.
Díky nárůstu obliby DayBreaku dostane Becky nabídku práce z Dnešku. Během přijímacího pohovoru běží v místnosti DayBreak. V přestávkách mezi vstupy Colleen řekne Mikeovi o Beckyině pohovoru a obviní jej, že jeho přístup Becky vyhnal pryč. Mike odejde do kuchyně a v přímém přenosu začne vařit. Becky na pohovoru sleduje, jak Mike divákům vysvětluje jak připravit dobrou frittatu. Becky běží zpět do IBS a zůstává producentkou DayBreaku.

## Obsazení
| Rachel McAdams  | Becky Fullerová |
| Harrison Ford   | Mike Pomeroy    |
| Diane Keatonová | Colleen Pecková |
| Patrick Wilson  | Adam Bennett    |
| Ty Burrell      | Paul McVee      |
| Jeff Goldblum   | Jerry Barnes    |
| John Pankow     | Lenny Bergman   |

V roli sebe sama se ve filmu objevili také 50 Cent, Lloyd Banks a Tony Yayo. Jako cameo se ve snímku mihli Chris Matthews, Morley Safer, Bob Schieffer a Elaine Kaufman. Díky Hezkému vstávání se poprvé vedle sebe na plátně objevili Harrison Ford a Diane Keatonová, což Ford komentoval slovy: "Pracovali jsme ve stejném oboru, ale v různých odvětvích toho oboru. Ona byla v intelektuálním odvětví, já v odvětví běhání, skákání a padání, a tak jsme nikdy neměli šanci pracovat společně. Ale nakonec bylo opravdovým potěšením dostat tuhle příležitost."

## Výroba
Premisa filmu se částečně inspirovala hrou The Sunshine Boys Neila Simona, při čemž Fordova role je podobná Clarkovi, Keatonové role je podobné Lewisové a role McAdamsové se podobá Clarkovu synovci Benovi.
Scenáristka Aline Brosh McKenna a producent J. J. Abrams "snili o tom, že budou mít ve filmu Harrisona Forda" od prvních chvil práce na scénáři. Krátce poté, co Ford přijal roli Mike Pomeroye, převzal Roger Michell otěže režiséra.

## Ohlas
Hezké vstávání sklidilo smíšené reakce kritiky. Server Rotten Tomatoes dává filmu na základě 164 hodnocení kritiků skóre 54%. Server Metacritic hodnotí film 57 body ze 100 na základě 38 recenzí. Uživatelé ČSFD snímek hodnotí průměrně 66%.
Během úvodního víkendu snímek utržil 12 milionů USD, což bylo považováno za špatný výsledek vzhledem k tomu, že ve filmu účinkují dvě velké hvězdy (Keaton a Ford). Tisk film hodnotil jako další propadák Harrisona Forda, který neměl celou dekádu kromě Indiana Jonese a království křišťálové lebky filmový hit. Film nakonec utržil 31 milionů USD v domácích a 27 milionů USD v zahraničních kinech.